# 18 juli
18 juli är den 199:e dagen på året i den gregorianska kalendern (200:e under skottår). Det återstår 166 dagar av året.

## Namnsdagar

### I den svenska almanackan
- Nuvarande – Fredrik och Fritz
- Föregående i bokstavsordning
  - Fred – Namnet infördes på dagens datum 1986, men utgick 2001.
  - Freddy – Namnet infördes på dagens datum 1986, men utgick 1993.
  - Fredrik – Namnet förekom under 1600-talet på 14 november, men flyttades 1702 till dagens datum, där det har funnits sedan dess. Det finns där till minne av en biskop i Utrecht, som blev mördad denna dag och helgonförklarad efter sin död 838.
  - Fritz – Namnet infördes 1986 på 14 januari. 1993 flyttades det till 18 februari och 2001 till dagens datum.
- Föregående i kronologisk ordning
  - Före 1702 – ?
  - 1702–1900 – Fredrik
  - 1901–1985 – Fredrik
  - 1986–1992 – Fredrik, Fred och Freddy
  - 1993–2000 – Fredrik och Fred
  - Från 2001 – Fredrik och Fritz
- Källor
  - Brylla, Eva (red.): Namnlängdsboken, Norstedts ordbok, Stockholm, 2000. ISBN 91-7227-204-X
  - af Klintberg, Bengt: Namnen i almanackan, Norstedts ordbok, Stockholm, 2001. ISBN 91-7227-292-9

### Finlandssvenska almanackan
- Nuvarande från 1995[1] – Fredrik, Fred, Fredrika
- I föregående revideringar[a][2]
  - 1929–1949 – Fredrik, Fredrika
  - 1950–1972 – Fredrik
  - 1973–1994 – Fredrik, Fredrika

### Övrigt
- Mandeladagen

## Händelser
- 387 f.Kr. – En styrka på 12 000 cisalpinska galler, ledda av den sennoniske hövdingen Brennus från Italiens adriatiska kust, besegrar en dubbelt så stor romersk här i slaget vid Allia i Italien. Genom den galliska segern kan gallerna samma dag plundra staden Rom, förutom Capitoliumkullen, som försvaras framgångsrikt av romarna, vilket blir sista gången på 800 år (innan vandalernas skövling av staden 410 e.Kr.) som staden drabbas av detta öde (det traditionella årtalet för slaget och plundringen är 390 f.Kr., men forskarna ser numera årtalet 387 f.Kr. som troligare). Romarna försöker dock köpa sig fria från Brennus, när de ser sin stad ödelagd och går med på att betala ettusen pund i guldvikt. Medan Brennus bråkar om guldvikten med romarna uppenbarar sig den förvisade diktatorn Marcus Furius Camillus med en armé och vägrar låta honom ta guldet. I ett inledande slag genom Roms gator körs gallerna ut ur staden och i ett andra slag en bit från staden besegrar Camillus dem, vilket ger honom epitetet Roms andre grundläggare, för att han har räddat staden.
- 64 – Den romerska huvudstaden Rom drabbas under natten till den 19 juli av en stor brand, som börjar på Circus Maximus och ödelägger stora delar av staden under en vecka. Den romerske kejsaren Nero anklagar de kristna, en vid denna tid liten men växande sekt, för att ha anlagt branden och inleder därför viss förföljelse av dem. Enligt andra rykten ska det vara Nero själv som har startat den, eftersom han på ett snabbt och effektivt sätt vill riva staden, för att kunna bygga upp den enligt en ny stadsplan. Visserligen återuppbyggs staden enligt en ny stadsplan, men ryktena om Neros skuld saknar bevis. Enligt sentida källor ska Nero ha spelat lyra eller fiol, medan han åsåg branden, men detta stämmer inte, då han var i Antium under tiden (fiolen var för övrigt inte uppfunnen vid denna tid).
- 1210 – Den avsatte svenske kungen Sverker den yngre gör ett försök att återta kronan från sin tronrival Erik Knutsson (som besegrade och avsatte honom i slaget vid Lena 1208), genom att med dansk hjälp invadera Västergötland. Denna dag (eller dagen innan) blir han dock på nytt besegrad av Erik i slaget vid Gestilren, där han också stupar. Därmed är det slut på det svenska inbördeskrig, som har varat sedan 1205, då Sverker dödade Eriks tre yngre bröder i slaget vid Älgarås. Kampen om kronan mellan de sverkerska och erikska ätterna fortsätter dock i ytterligare ett årtionde (tills den sverkerska dör ut på svärdssidan med Johan Sverkersson 1222) och i förlängningen till 1234, då tronpretendenten Knut Långe dör och Eriks son Erik kan återta kronan. Kampen är slutligen avgjord 1251, då Birger jarl krossar det andra folkungaupproret.
- 1216 – Sedan Innocentius III har avlidit två dagar tidigare väljs Cencio Savelli till påve och tar namnet Honorius III. Valet sker under stor press på kyrkan, då hotet om en tatarisk invasion av Europa är överhängande och kyrkan är ytterst nära att hamna i en schism över religiösa frågor. Egentligen är det två andra personer, som är huvudkandidater till påveposten, men då man inte kan enas om någon av dessa avstår de båda från att kandidera och låter istället Savelli bli vald, eftersom han är en kandidat alla kan gå med på, för att man snabbt ska få fram en påve. Under sitt elvaåriga pontifikat försöker han framförallt få det kristna Europa att gå ut i nya korståg, för att erövra Jerusalem från muslimerna.
- 1290 – Den engelske kungen Edvard I utfärdar det så kallade Utvisningsediktet, genom vilket samtliga judar i England utvisas ur landet. Utfärdandet sker på datumet Tisha beav i den judiska kalendern och därmed läggs ytterligare en olyckshändelse denna dag till den judiska historien (det var nämligen denna dag år 586 f.Kr. som det första templet i Jerusalem förstördes av babylonierna och år 70 e.Kr. som det andra templet förstördes av romarna; samma dag 1306 respektive 1492 utfärdas också edikt, som utvisar judarna ur Frankrike respektive Spanien).
- 1656 – En allierad armé på 18 000 svenskar och brandenburgare marscherar mot den polska huvudstaden Warszawa, då de träffar på den polska armén på omkring 40 000 man. Därigenom inleds tredagarsslaget vid Warszawa (vilket, som namnet antyder, pågår till den 20 juli). Trots att den svensk-brandenburgska sidan står som segrare den 20 juli och man marscherar in i den polska huvudstaden den 24 blir detta en vändpunkt till svenskarnas nackdel i det pågående kriget mellan Sverige och Polen. Efter detta slag börjar initiativet nämligen övergå till polackerna och kriget går allt sämre för svenskarna. Den danska krigsförklaringen mot Sverige i juni året därpå blir en gudagåva för den svenske kungen Karl X Gustav, eftersom han då kan dra den svenska armén ur Polen och inrikta krafterna mot Danmark, utan att det ser ut som flykt (vilket det i själva verket blir).
- 1812 – Sverige och Storbritannien och senare samma dag också Storbritannien och Ryssland sluter freden i Örebro (som alltså egentligen är två freder) under årets svenska riksdag i staden. Den svensk-brittiska freden avslutar det formella krigstillstånd, som har rått mellan länderna sedan 1810 (dock utan att några stridigheter har förekommit, eftersom Sverige och Storbritannien egentligen är allierade i kampen mot kejsar Napoleon I:s Frankrike, men fransmännen har tvingat fram en svensk krigsförklaring mot Storbritannien efter det svenska nederlaget i freden i Paris 1810). Den rysk-brittiska freden avslutar det krig mellan dessa länder, som har varat sedan 1807 (då Ryssland och Frankrike blev allierade genom freden i Tilsit) och kommer till stånd sedan Frankrike en knapp månad tidigare har gjort en helomvändning och inlett en invasion av Ryssland.
- 1870 – Under det pågående Första Vatikankonciliet antar katolska kyrkan sin andra dogmatiska konstitution Pastor Aeternus. Genom denna fastställs och förklaras den ofta missförstådda Ofelbarhetsdogmen, det vill säga påvens ofelbarhet, vilken innebär att uttalanden av påven automatiskt anses som sanna och inte behöver ha kyrkans instämmande. Dogmen har existerat ända sedan medeltiden och framförallt framhållits under motreformationen, men det är alltså först nu som kyrkan officiellt fastställer den.
- 1871 – Efter en byggtid på fyra år invigs Stockholms centralstation, i samband med att man också inviger den så kallade sammanbindningsbanan, som går genom Stockholm och sammanbinder vad som sedermera blir norra och södra stambanan. Stationens ursprungsutseende är skapat av arkitekten Adolf W. Edelsvärd, men under årens lopp sker en mängd om- och tillbyggnader av andra arkitekter, framförallt Folke Zettervalls centralhall på 1920-talet.
- 1873 – Oscar II och hans hustru Sofia kröns till Norges kung och drottning i Nidarosdomen i Trondheim.
- 1925 – Den tyske nazistpolitikern Adolf Hitler publicerar första delen av sitt politiska manifest Mein Kampf (andra delen publiceras året därpå). Denna första del, som han har skrivit genom att diktera den för sin vän Rudolf Hess, medan han har suttit fängslad för sin misslyckade statskupp 1923, är en självbiografi, där han beskriver sin uppväxt, sin tid i armén under första världskriget och hur han sedan har utvecklat sin nationalsocialistiska ideologi. Det blir sedan i den andra delen, som han framför sin politiska proklamation om hur staten och politiken bör föras.
- 1952 – Olympiska sommarspelen 1952 invigs i Helsingfors av president Juho Kusti Paasikivi.
- 1969 – Den norske upptäcktsresanden Thor Heyerdahl och hans besättning överger vassbåten Ra I efter att aktern har börjat sjunka och man har börjat ta in vatten. Man har då seglat i nästan två månader har bara en vecka kvar av seglatsen, där man har försökt korsa Atlanten genom att segla från Marocko till Karibien. Expeditionen är ett försök att bevisa att Amerika i forntiden kan ha koloniserats från Afrika, genom att egyptierna kan ha byggt sådana båtar av papyrus och korsat Atlanten. Året därpå genomför Heyerdahl en ny expedition med det förbättrade fartyget Ra II och denna gång blir expeditionen framgångsrik.
- 1993 – Den moderata nationalekonomen Anne-Marie Pålsson inleder den svenska så kallade pigdebatten, då hon föreslår att man ska kunna göra skatteavdrag för hushållsnära tjänster (tjänster som utförs i hemmet, förutom reparationer och underhåll). Borgerliga politiker är i allmänhet positiva till förslaget, eftersom de hävdar att det skulle minska antalet svartarbeten i den berörda sektorn, medan vänsteranhängare är negativa, då de anser att det skulle öka klasskillnaderna i Sverige. Först 2007 inför regeringen Reinfeldt det så kallade RUT-avdraget, som innebär just ett sådant skatteavdrag. Namnet pigdebatten kommer av att sådana tjänster som avses, till exempel städning, matlagning etc. förr utfördes av pigor.
- 1995 – Vulkanen Soufrière Hills på ön Montserrat i Västindien, som har varit sovande i århundraden, får ett utbrott som inleder flera års vulkanisk aktivitet – det pågår, om än med förminskad styrka, än idag (2025). Under utbrottets första år blir södra halvan av ön och dess bosättningar, inklusive huvudstaden Plymouth och flygplatsen, förstörda och man tvingas bygga en ny huvudstad och flygplats på norra delen av ön.

## Födda
- 1501 – Elisabet av Österrike, Danmarks, Norges och Sveriges drottning
- 1552 – Rudolf II, kung av Ungern och av Böhmen samt ärkehertig av Österrike och tysk-romersk kejsare
- 1664 – Gustaf Cronhielm, svensk greve, ämbetsman och landshövding i Västmanlands län, Sveriges kanslipresident
- 1667 – Elias Palmskiöld, svensk arkivman och samlare, arkivsekreterare i Riksarkivet
- 1720 – Gilbert White, brittisk naturforskare
- 1789 – Thomas Carlin, amerikansk demokratisk politiker, guvernör i Illinois
- 1791 – Isaac D. Barnard, amerikansk politiker, senator för Pennsylvania
- 1802 – John Alexander Greer, amerikansk politiker, viceguvernör i Texas
- 1811 – William Thackeray, brittisk författare
- 1818 – Louis De Geer, svensk politiker, friherre och ämbetsman, Sveriges justitiestatsminister och statsminister, ledamot av Svenska Akademien
- 1843 – Virgil Earp, amerikansk sheriff
- 1853 – Hendrik Lorentz, nederländsk matematiker och fysiker, mottagare av Nobelpriset i fysik 1902
- 1864 – Philip Snowden, 1:e viscount Snowden, brittisk labourpolitiker, Storbritanniens finansminister
- 1872 – Julius Fučík, tjeckisk kompositör
- 1874 – Oscar Bergström, svensk operasångare (basbaryton) och skådespelare
- 1876 – William Wain Prior, dansk generalmajor
- 1883 - Lev Kamenev, sovjetisk politiker
- 1886 – Simon Bolivar Buckner Jr., amerikansk general
- 1887 – Vidkun Quisling, norsk nazistisk officer och politiker, Norges försvarsminister och regeringschef
- 1891
  - Thurman C. Crook, amerikansk demokratisk politiker, kongressledamot
  - Gene Lockhart, kanadensisk skådespelare
- 1892 – Gabriel Jönsson, svensk poet
- 1894 – István Csáky, ungersk greve, diplomat och politiker, Ungerns utrikesminister
- 1897 – Jerker Svensson, svensk förbundsordförande och socialdemokratisk riksdagspolitiker
- 1902 – Nils Bolander, svensk präst, biskop och diktare
- 1903 – Victor Gruen, österrikisk arkitekt
- 1905 – Werner Ohlson, svensk skådespelare
- 1906 – Clifford Odets, amerikansk pjäsförfattare, manusförfattare och regissör
- 1907 – H.L.A. Hart, brittisk rättsfilosof
- 1908
  - Edward V. Long, amerikansk demokratisk politiker, senator för Missouri
  - Lupe Vélez, mexikansk-amerikansk skådespelare
- 1909 – Andrej Gromyko, sovjetrysk politiker, Sovjetunionens utrikesminister och president
- 1910 – Mamadou Dia, senegalesisk politiker, Senegals premiärminister
- 1911
  - Hume Cronyn, amerikansk skådespelare och manusförfattare
  - Gustav Wagner, österrikisk SS-officer
- 1912 – Gösta Nordin, svensk travtränare och travkusk
- 1913 – Red Skelton, amerikansk skådespelare och komiker
- 1918 – Nelson Mandela, sydafrikansk statsman och anti-apartheidkämpe, Sydafrikas president, mottagare av Nobels fredspris 1993
- 1919 – Jayachamaraja Wodeyar Bahadur, indisk filosof, musikvetare, politisk teoretiker och filantrop, maharadja i Mysore
- 1921 – John Glenn, amerikansk astronaut och demokratisk politiker, senator för Ohio
- 1922 – Thomas Kuhn, amerikansk professor, vetenskapsteoretiker och författare
- 1928 – Stig Grybe, svensk skådespelare och komiker
- 1933 – Jevgenij Jevtusjenko, rysk författare och poet
- 1937 – Roald Hoffmann, polsk-amerikansk teoretisk kemist, mottagare av Nobelpriset i kemi 1981
- 1940
  - James Brolin, amerikansk skådespelare
  - Harry Mitchell, amerikansk demokratisk politiker, kongressledamot
- 1941
  - Bill Delahunt, amerikansk demokratisk politiker, kongressledamot
  - Frank Farian, tysk musikproducent, kompositör och sångare
- 1944 – Sverre Anker Ousdal, norsk skådespelare
- 1945 – Pat Doherty, brittisk politiker, parlamentsledamot
- 1946
  - Rico Rönnbäck, svensk skådespelare
  - Wayne Robson, kanadensisk skådespelare
- 1947 – Sven Hedman, svensk skådespelare, musiker och kompositör, mest känd som kapellmästare i gruppen Bröderna Slut
- 1948 – Hartmut Michel, tysk kemist, mottagare av Nobelpriset i kemi 1988
- 1950
  - Richard Branson, brittisk entreprenör, miljardär och äventyrare, grundare av riskkapitalorganisationen Virgin Group
  - Mark Souder, amerikansk republikansk politiker
- 1956 – Audrey Landers, amerikansk skådespelare och sångare
- 1957 – Nick Faldo, brittisk golfspelare
- 1963 – Martín Torrijos, panamansk politiker, Panamas president
- 1965 – Steve Webb, brittisk liberaldemokratisk politiker, parlamentsledamot
- 1967
  - Molly Culver, amerikansk skådespelare och fotomodell
  - Vin Diesel, amerikansk skådespelare, regissör och filmproducent
- 1971 – Martin Frändesjö, svensk handbollsspelare och -tränare
- 1975
  - Daron Malakian, amerikansk musiker, gitarrist i metalbandet System of a Down
  - Mathangi Arulpragasam, lankesisk-brittisk sångare och artist med artistnamnet M.I.A.
- 1976 – Elsa Pataky, spansk skådespelare
- 1980 – Kristen Bell, amerikansk skådespelare
- 1983 – Hadia Tajik, norsk arbeiderpartistisk politiker, Norges kulturminister
- 1985 – Chace Crawford, amerikansk skådespelare
- 1987 – Jim Ramel Kjellgren, svensk sjöofficer
- 1993 – Lee Tae-min, sydkoreansk sångare och dansare, medlem i pojkbandet Shinee
- 1996 – Jonatan Leandoer Håstad, svensk hiphopartist med artistnamnet Yung Lean

## Avlidna
- 1009 – Johannes XVIII, påve
- 1185 – Stefan, svensk präst och cisterciensmunk, biskop i Uppsala ärkestift
- 1210 – Sverker den yngre, kung av Sverige
- 1610 – Caravaggio, italiensk barockmålare
- 1721 – Antoine Watteau, fransk målare, tecknare och grafiker
- 1730 – François de Neufville, fransk militär och marskalk av Frankrike
- 1817 – Jane Austen, brittisk författare
- 1831 – Adolf Fredrik Munck, svensk greve och hovman
- 1838 – Jeduthun Wilcox, amerikansk federalistisk politiker, kongressledamot
- 1868 – Emanuel Leutze, tysk-amerikansk målare
- 1892 – Thomas Cook, brittisk affärsman, grundare av världens första resebyrå
- 1919 – Raymonde de Laroche, fransk flygpionjär
- 1958 – Henri Farman, fransk flygplanskonstruktör och flygpionjär
- 1968 – Corneille Heymans, belgisk fysiolog, mottagare av Nobelpriset i fysiologi eller medicin 1938
- 1972 – Göran Gentele, svensk skådespelare, regissör, manusförfattare och operachef
- 1975 – Åke Ohberg, svensk skådespelare, regissör, producent och sångare
- 1976 – Sally Salminen, finländsk författare
- 1977
  - Eliot Noyes, amerikansk arkitekt och formgivare
  - Bror Marklund, svensk skulptör
- 1980 – Nils Gustafsson, svensk violinist
- 1989 – Rebecca Schaeffer, amerikansk skådespelare
- 1998 – Peer Gregaard, dansk teaterchef
- 2000 – Paul Coverdell, amerikansk republikansk politiker, senator för Georgia
- 2006 – Erik Engström, svensk skådespelare
- 2007 – Erik Appelgren, svensk  musiker, teaterregissör och skådespelare
- 2008 – Tauno Marttinen, finländsk kompositör
- 2011 – Magnus Malan, sydafrikansk politiker, Sydafrikas försvarsminister
- 2012 – Raine Gustafsson, svensk författare och krönikör
- 2018 – Burton Richter, amerikansk fysiker, mottagare av Nobelpriset i fysik 1976
- 2020 – Ali Mirzai, iransk tyngdlyftare
- 2021 – Tommy Engstrand, sportjournalist
- 2024 – Bob Newhart, amerikansk skådespelare
- 2025 - Percy Barnevik, svensk företagsledare